# Jazovnik
Jazovnik (en serbe cyrillique : Јазовник) est un village de Serbie situé dans la municipalité de Vladimirci, district de Mačva. Au recensement de 2011, il comptait 486 habitants.

## Démographie
| 1948 | 1953  | 1961 | 1971 | 1981 | 1991 | 2002 | 2011 |
| ---- | ----- | ---- | ---- | ---- | ---- | ---- | ---- |
| 950  | 1 015 | 992  | 959  | 943  | 909  | 599  | 486  |

|  |